# パワーセンター大津
パワーセンター大津（パワーセンターおおつ、略称:PCO）は、滋賀県大津市瀬田にあったショッピングセンター。現在は「レイクサイドガーデン」という別館（後述）のみ営業している。ここでは別館に関する解説も行う。

## 概要
1995年（平成7年）、瀬田川沿いにオリックスが運営する大型ショッピングセンターとして開業し、後に「レイクサイドガーデン」という別館も設けられた。しかし、2008年（平成20年）11月にイオンモール草津が近江大橋東詰に開業した影響などで来客数が減少し、本館は2016年（平成28年）に閉鎖され、その後解体された。現在は別館のみの営業となっている。本館の閉店後は、多くの店が近隣の商業施設などに移転した。

## 沿革
テナントに関する記述は「過去に存在した主なテナント」を参照。
- 1995年（平成7年） - 開業。
- 2005年（平成17年） - 当ショッピングモールの別館として、レイクサイドガーデンが開業。[要出典]
- 2007年（平成19年） - 大規模な改装工事を実施。
- 2016年（平成28年）3月31日 - 本館（パワーセンター大津）の営業が終了する。
- 2017年（平成29年）4月 - 本館の建物が解体される。
- 2020年（令和2年）2月 - 本館の跡地にプレサンス ロジェ 大津瀬田レイクフロントというマンションが竣工する。

## 施設構成

### パワーセンター大津
1995年（平成7年）に開業した同施設の本館。2016年（平成28年）3月31日までにすべての店舗が撤退し、その後解体された。
- 1階：食品とフードコート、アミューズメントのフロア
- 2階：ファッション、ライフスタイルのフロア
- 3階-5階、屋上：駐車場

3階までのエスカレーターが2ヵ所ある他、エレベーターが2台設置されていた。

### レイクサイドガーデン
2005年（平成17年）に開業した、平屋建ての別館。スポーツ用品店などの大型専門店を中心に営業している。また、隣接して飲食店などが複数立地する。
- スポーツDEPO レイクサイドガーデン大津店
- ゴルフ5 レイクサイドガーデン大津店
- 理容プラージュ萱野浦店
- カーテン・じゅうたん王国大津レイクサイド店
- いいな鍼灸整骨院
- カーブス大津萱野浦
- エコイート ecoeat大津瀬田店
- ウォッチクリニック井上（かつては本館で営業していた）
- ジョイフル大津萱野浦店

## 過去に存在した主なテナント
- 2003年 閉店
  - 和光デンキ - 民事再生法を適用し、倒産したため。
- 2008年 閉店
  - 上新電機 - 和光デンキの店舗跡に移転して開店するも、同年11月17日に閉店。イオンモール草津に移転。
- 2009年 閉店
  - ニトリ - 同年1月25日閉店。フレンドタウン瀬田川に移転[2]。
  - 三洋堂書店 - 同年3月閉店[3]。
  - スーパークイーン大津店 - 同年7月26日閉店。
- 2010年 閉店
  - ライトオン - 同年8月閉店。
- 2011年 閉店
  - エフマートPCO萱野浦店 - 2009年9月11日に開店も[4]、2011年までに閉店。
- 2014年 閉店
  - ドラッグユタカ LSGかやのうら店 - 同年9月閉店。
- 2015年 閉店
  - トイザらス・ベビーザらス 大津店 - 同年2月閉店。イオンモール草津に移転。
  - スガキヤ パワーセンター大津店 - 同年2月22日閉店。
  - キッズUSランド/マート - 同年9月30日閉店。アル・プラザ瀬田に移転。
  - ダイソー パワーセンター大津店 - 同年10月12日閉店。イオンモール草津に移転。
  - バロー 大津東店 - 2011年11月開店、2015年10月31日閉店。
  - スタジオアリス大津店 - 同年12月1日閉店。フォレオ大津一里山店と移転統合した。
- 2016年 閉店
  - アフラックサービスショップ - 同年3月31日閉店。同年4月9日にアル・プラザ瀬田に移転。
  - ちゃんぽん亭総本家レイクサイドガーデン店 - 同年9月末で閉店。JR大津駅前へ移転した。
- 閉店時期不明
  - マクドナルド
  - シュープラザ大津店
  - ハニーズ大津店
  - ステーショナリーB2（文房具・ファンシー）
  - ラジコン天国
  - ヘアーダンク
  - オンセンド大津店 - 本館から移転した店舗の1つだった。
  - 生活工房 瀬田店（リサイクルショップ）

## アクセス
当ショッピングセンターは本館・別館とも、滋賀県道559号近江八幡大津線（湖岸道路）沿いにある。
公共交通機関
- JR琵琶湖線（東海道本線）瀬田駅または石山駅下車、タクシー約10分。  - かつては路線バス（近江鉄道バス瀬田循環線）の運行があり、当施設の近くに「パワーセンター大津PCO」停留所が設けられていたが、2022年3月31日をもって路線そのものが廃止された。

自動車
- 瀬田の唐橋から守山・近江八幡方面へ約7分、瀬田川大橋から守山・近江八幡方面へ約10分、近江大橋から南郷方面へ約15分。  - 本館を併設していた当時は、（合計で）約1,100台分の駐車場が設けられていた。